# Hjortons pulver
Dr. Hjortons pulver, i folkemunde omtalt som sippa, muligvis fordi farven minder om hvid anemone (vitsippa på svensk), var et stimulerende pulver først fremstillet af Herman Hjorton i hans læge- og apotekspraksis i Huskvarna i Sverige. Pulveret blev hurtigt udbredt i Huskvarna da den spanske syge hærgede byen. Da der ikke fandtes medicin som kunne kurere sygdommen, anvendtes pulveret til at lindre symptomerne.
Pulveret bestod af 100 mg koffein, 500 mg fenacetin og 500 mg fenazon pr. dosis. Det blev sidenhen udbredt som rusmiddel i byen. I 1950'erne, hvor salget var på sit højeste, blev der dagligt solgt 8.000 poser. I begyndelsen af 1960'erne viste studier at fenacetin var skadeligt for helbredet, og en læge på Husqvarnas fabrik i byen påviste, at pulveret gav alvorlige skader på nyre og lever.